# El Real de Gandia
El Real de Gandia (kat. wym. [el re.ˈal de ɣan.ˈdi.a]; do 2016 pod hiszp. nazwą Real de Gandía) – gmina w Hiszpanii, w prowincji Walencja, we wspólnocie autonomicznej Walencja, o powierzchni 6,07 km². W 2018 roku liczyła 2395 mieszkańców.